# بول أمات
بول أمات (بالإسبانية: Pol Amat)‏ هو لاعب هوكي الحقل إسباني، ولد في 18 يونيو 1978 في تاراسا في إسبانيا.

## وصلات خارجية
- بول أمات على موقع الاتحاد الدولي للهوكي (الإنجليزية)
- بول أمات على موقع اللجنة الأولمبية الدولية (الإنجليزية)
- بول أمات على موقع أوليمبيديا (الإنجليزية)